# Кондрашина, Анна Николаевна
А́нна Никола́евна Кондра́шина (в замужестве — Крыло́ва; 23 декабря 1955, Ленинград) — советская гребчиха, серебряный призёр Олимпийских игр.

## Карьера
На Олимпиаде в Монреале Анна в составе парной четвёрки с рулевым вместе с Галиной Ермолаевой, Мирой Брюниной, Ларисой Поповой и Надеждой Чернышовой завоевала серебряную медаль.